# 에른스트 슈튀켈베르크
에른스트 슈튀켈베르크(Ernst Stueckelberg, 세례명: 에른스트 칼 게를라흐 슈튀켈베르크, Johann Melchior Ernst Karl Gerlach Stückelberg, 1911년 이후 본명: Baron Ernst Carl Gerlach Stueckelberg von Breidenbach zu Breidenstein und Melsbach, 1905년 2월 1일 – 1984년 9월 4일)는 스위스인 수학자이자 물리학자이다. 가장 저명한 20세기의 물리학자 중 한 명으로 간주된다.
기본 힘의 교환 입자 모델, 인과 S-행렬 이론 및 재규격화군을 포함하여 이론 물리학에서 중요한 발전을 이루었음에도 불구하고 그의 독특한 스타일과 소규모 저널에 대한 출판으로 인해 그의 작업은 1990년대 중반까지 널리 인정받지 못했다.

## 같이 보기
- 전파 인자
- 상대론적 역학
- 슈튀켈베르크 작용
- 반입자